# Sorila
Sorila es un distrito perteneciente a la ciudad finlandesa de Tampere, en la región de Pirkanmaa. Limita con Nurmi, Aitoniemi, Kämmenniemi y Viitapohja. En el distrito se encontraba el centro municipal del antiguo municipio de Aitolahti. Sorila también tiene otra sede del Colegio Olkahinen. Hay casas unifamiliares en la zona y está ubicada a orillas del lago Näsijärvi, al norte de la autopista 9 (E63). También atraviesa la zona una carretera que une Kaitavedentie con Kämmenniemi y Terälahti.